# قرار مجلس الأمن التابع للأمم المتحدة رقم 994
قرار مجلس الأمن التابع للأمم المتحدة رقم 994، المتخذ بالإجماع في 17 أيار / مايو 1995، بعد إعادة التأكيد على جميع القرارات المتعلقة بالصراعات في يوغوسلافيا السابقة، ولا سيما القرارات 981 (1995)، 982 (1995) و990 (1995)، ناقش المجلس انسحاب الجيش الكرواتي من المنطقة الفاصلة والنشر الكامل لعملية الأمم المتحدة لاستعادة الثقة في كرواتيا. 
وأعرب مجلس الأمن عن قلقه من عدم تحقيق أهداف مجلس الأمن وانتهاك الاتفاق المبرم بين الطرفين في 7 أيار / مايو 1995، لا سيما انسحاب القوات من مناطق الفصل. [بحاجة لتوضيح] الامتثال لوقف إطلاق النار والانسحاب من هذه المناطق مهمًا لتنفيذ ولاية عملية الأمم المتحدة. تم التأكيد على احترام حقوق الإنسان، ولا سيما في منطقة سلافونيا الغربية (القطاع الغربي).
تصريحات سابقة أدلى بها رئيس مجلس الأمن بشأن الهجوم الكرواتي على سلافونيا الغربية - العملية السريعة - في انتهاك لاتفاق وقف إطلاق النار الموقع في 29 آذار / مارس 1994. وأعرب عن ارتياحه للخطوات التي تم اتخاذها للوفاء بالمتطلبات الواردة في البيانات، لكنه طالب بانسحاب جميع القوات من المناطق الفاصلة. كما تم التأكيد على سلطة عملية الأمم المتحدة بالإضافة إلى احترام أمنها وسلامتها.
وحث حكومة كرواتيا على احترام حقوق السكان الصرب، بما في ذلك حريتهم في التنقل والوصول إلى المنظمات الإنسانية الدولية. وفي هذا الصدد، طُلب من الأمين العام بطرس بطرس غالي تقييم الوضع الإنساني في سلافونيا بالتعاون مع مفوضية الأمم المتحدة السامية لشؤون اللاجئين ومفوض الأمم المتحدة السامي لحقوق الإنسان واللجنة الدولية للصليب الأحمر ومنظمات أخرى. ودُعيت الأطراف أيضاً إلى ضمان أمن قسم الطريق السريع بين زغرب وبلغراد في المنطقة وتجنب المزيد من الإجراءات التي يمكن أن تؤدي إلى تصعيد الموقف.

## روابط خارجية
- نص القرار في undocs.org